# 徐迅
徐迅（正式名字Tony Xu，1983年或1984年出生）是一位美籍华人亿万富翁，美国外卖速递公司DoorDash的合伙创始人和首席执行官。徐迅生于中国南京，5岁时随父母移民美国。他在美国加州大学伯克利分校和斯坦福大学商学院获得学位。在他开始工作的时候，曾在美国的支付公司Square公司做过实习生，并在麥肯錫、eBay和PayPal工作过。他曾经于2020年入选美国《财富》的“40位40岁以下精英”榜单。
DoorDash公司于2020年12月挂牌上市，由此徐迅在2021年估计的身家有28亿美元。

## 青少年时期
徐迅出生于中国江苏省南京市。1989年，他的父母移民美国伊利诺伊州尚佩恩。他的母亲朱丽叶·曹在中国时曾是一名医生，刚到美国之后在一家中餐馆打工并兼职多份工作，以挣钱获得美国的医学学位。后来她在尚佩恩和加州旧金山开设了针灸诊所。他的父亲在中国时是一位教授，在伊利诺伊大学厄巴纳-香槟分校学习航空太空工程學和应用数学，并获得博士学位。
徐迅很早就开始工作，并在她母亲工作的中餐馆帮忙刷盘子。他正式改名成托尼·徐（Tony Xu），因为他喜欢的1980年代美国的热播情景喜剧《谁是老板？》（Who's the Boss?）中的主角及其演员都是叫托尼。徐迅在美国加州大学伯克利分校获得工业工程和运筹学的学士学位，并在2013年于斯坦福大学商学院获得商业管理硕士学位。

## 事业

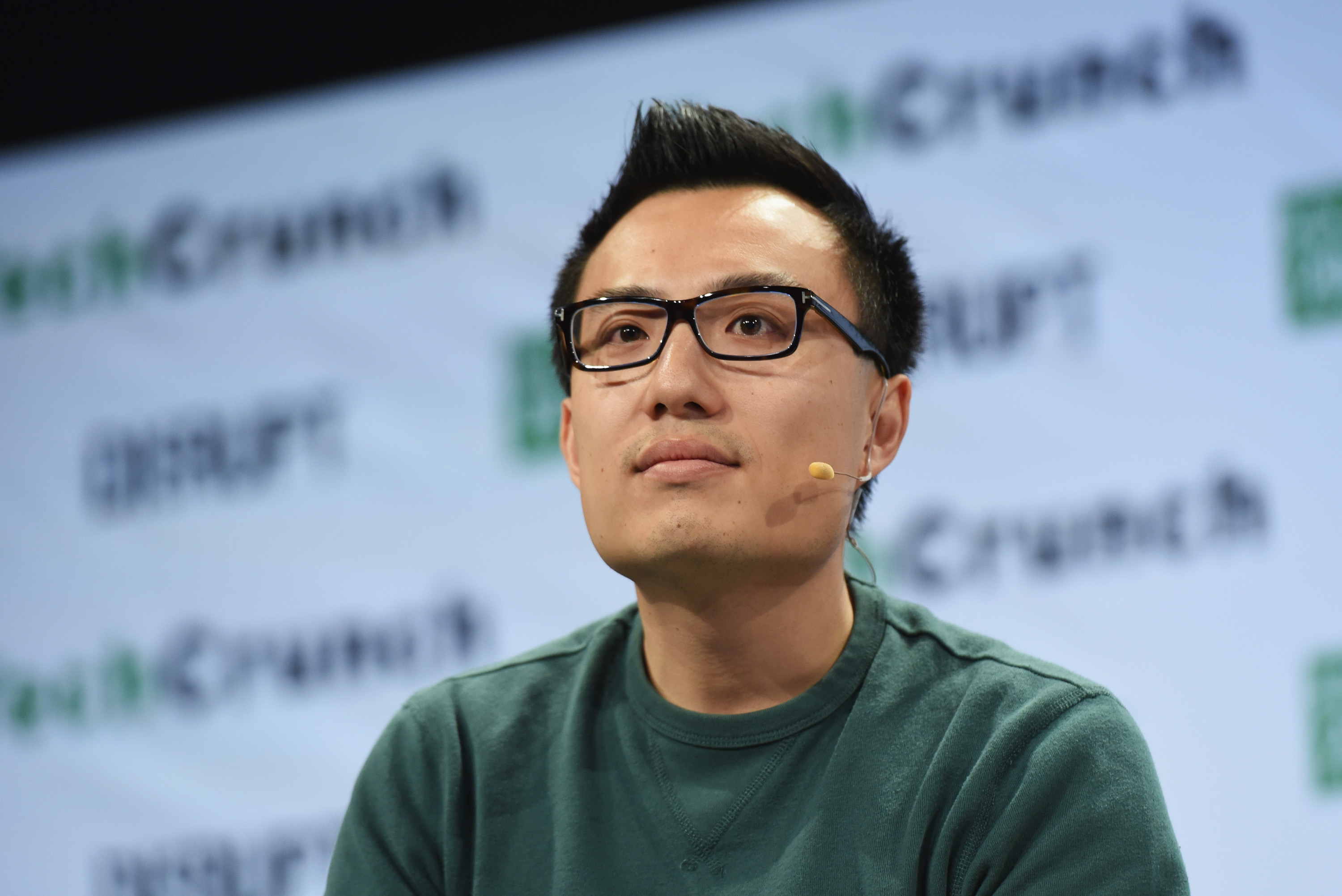
2016年于纽约的徐迅

徐迅在工作早期曾在美国的财务服务、移动支付公司Square公司做过实习生，完成了一个电子商务应用“红激光”（RedLaser）的商业开发。之后他在麥肯錫从事管理咨询的商务分析工作，以及在eBay和PayPal从事公司策略咨询工作。
徐迅在2013年和斯坦福大学的同班同学安迪·方、艾文·摩尔和斯坦利·唐几人合伙创立了投递平台DoorDash。他们在此前一年曾一起在其前身的投递平台PaloAltoDelivery.com工作。徐迅说过他的移民父母，尤其是她母亲的餐馆工作，曾给他创办DoorDash提供了启示。开始时他和其他雇员一起递送外卖食物。徐迅继续担任首席执行官，并持有公司大约5%的股票。公司于2020年新冠肺炎流行期间上市，徐迅于是在36岁时成了亿万富翁。截止2020年12月，他拥有所有B股的投票权，使得他有了全部投票权的69%。
他曾经于2020年入选美国《财富》的“40位40岁以下精英”榜单。

### 董事会和投资
除了在DoorDash董事会担任董事，徐迅还是硅谷华人联合基金会的董事和美国高科技大佬的组织TechNet的执行理事。
2022年1月，徐迅加入Meta Platforms的董事会。
徐迅投资的公司包括区块链技术公司Alchemy，以及外卖厨房ghost kitchen的All Day Kitchens和Local Kitchens。

## 个人生活
徐迅住在美国加州旧金山。他和他的太太Patti在一家教堂相识，并于2013年成婚，婚后育有两个孩子。
徐迅喜欢跑步，曾经常参加马拉松。他自称是个狂热的篮球球迷，并说体育和电视帮助他学习英语。

## 出版物
- Xu, Tony. . Business Insider. November 29, 2020  [2022-01-14]. （原始内容存档于2021-11-06）.